# Classifica mondiale FIDE

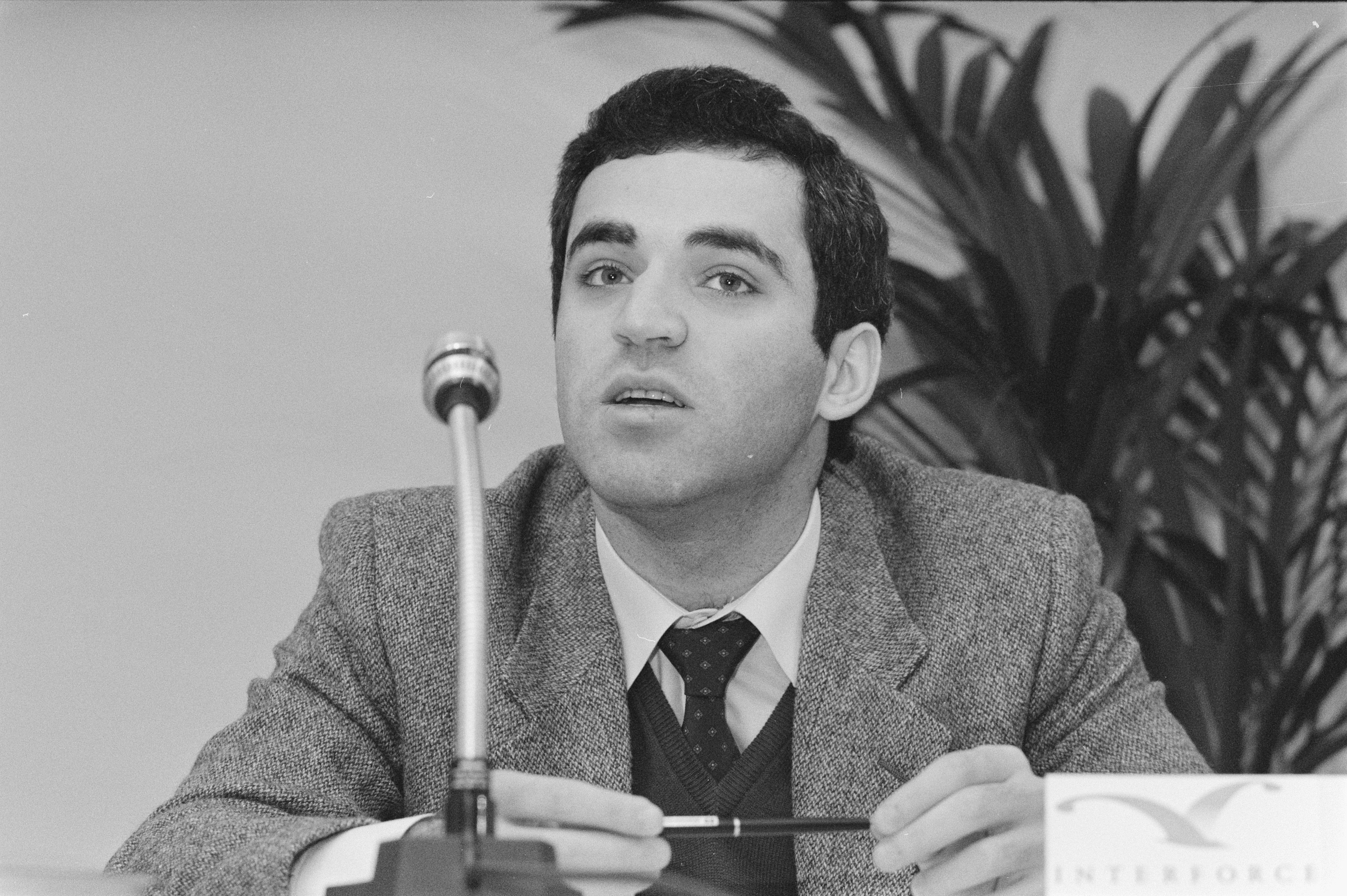
Il grande maestro e già campione del mondo russo-sovietico Garri Kasparov è stato quasi ininterrottamente in testa alla classifica mondiale dal gennaio del 1984 al marzo del 2006.

La Federazione Internazionale degli Scacchi (FIDE) stila periodicamente la classifica per rendimento dei migliori scacchisti al mondo, ordinandoli secondo il punteggio Elo, una formula matematica inventata dal fisico e maestro di scacchi ungherese Arpad Elo, che calcola le probabilità di vittoria di un giocatore in funzione del punteggio del suo avversario.
Dal luglio del 2012 la FIDE pubblica ogni mese quattordici classifiche, considerando criteri come la cadenza di gioco (standard, rapid, blitz), l'età (under 20, adulti), il genere (open o femminile), la forza media di ogni federazione nazionale. Tuttavia la classifica più importante è la "Top 100 Open" a tempo standard, che include i migliori cento giocatori senza distinzione di genere ed età a tempo standard (o lungo). Altre classifiche di una certa rilevanza sono: la "Top 100 Women", che stila la classifica dei migliori giocatori di genere femminile; la "Top 100 Juniors", che stila classifica dei migliori giocatori di età inferiore ai 20 anni; la "Top 100 Girls", che stila la classifica dei migliori giocatori di genere femminile di età inferiore ai 20 anni.
Insieme alle classifiche individuali, viene pubblicata una classifica delle migliori federazioni nazionali, calcolando il loro punteggio in funzione della media dei loro 10 migliori giocatori.

## Storia
Sviluppato da Arpad Elo già negli anni cinquanta, la FIDE adottò il sistema di punteggio creato dal fisico ungherese soltanto nel 1970, quando ormai era già diffuso con successo all'interno della Federazione statunitense di scacchi, che lo aveva adottato già dagli anni sessanta. La prima classifica ufficiale internazionale, basata sul punteggio Elo, fu pubblicata nel luglio del 1971. Da quella prima lista il regolamento è cambiato diverse volte: dal 1971 al 1981 la classifica veniva pubblicata soltanto una volta all'anno, dal 1981 al 2000 la classifica veniva pubblicata ogni sei mesi, una a gennaio e una a giugno. Dal 2000 al 2009 gli aggiornamenti sono stati quattro all'anno: gennaio, aprile, luglio e ottobre, mentre nella breve parentesi dal 2009 al 2012 le classifiche venivano pubblicate ogni due mesi, per un totale di sei all'anno (gennaio, marzo, maggio, luglio, settembre, novembre). Dal luglio del 2012 le classifiche vengono aggiornate ogni primo del mese.

## Top 100 Giocatori

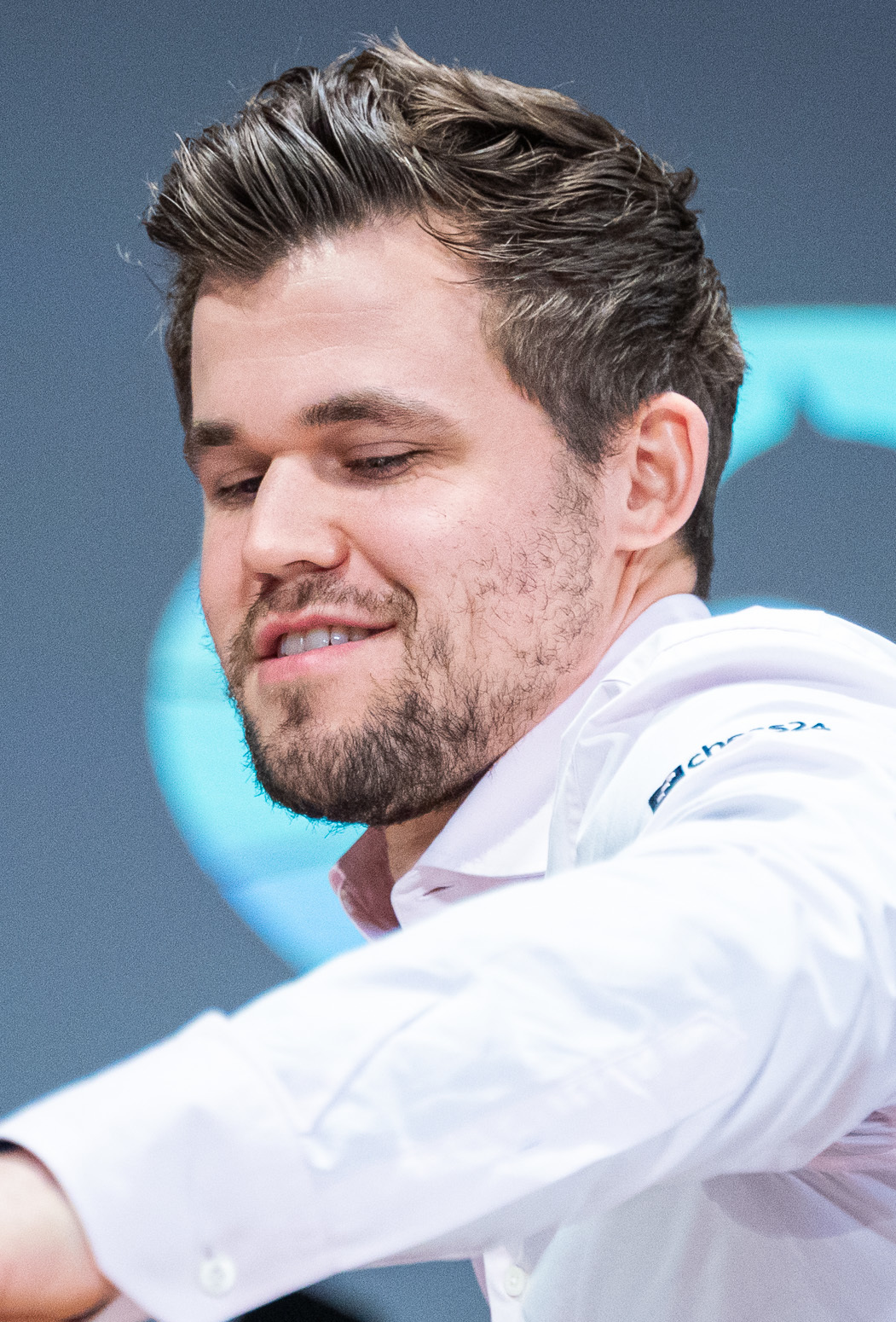
Il grande maestro e campione del mondo norvegese Magnus Carlsen è ininterrottamente in testa alla classifica mondiale dal luglio del 2011.

Di seguito i primi 20 giocatori della classifica mondiale Open pubblicata a novembre 2024.
| P. | +/-     | Giocatore                     | Punteggio |
| -- | ------- | ----------------------------- | --------- |
| 1  | Stabile | Magnus Carlsen (NOR)          | 2833      |
| 2  | 2       | Hikaru Nakamura (USA)         | 2802      |
| 3  | 1       | Dommaraju Gukesh (IND)        | 2787      |
| 4  | 1       | Fabiano Caruana (USA)         | 2783      |
| 5  | Stabile | Arjun Erigaisi (IND)          | 2783      |
| 6  | Stabile | Nodirbek Abdusattorov (UZB)   | 2773      |
| 7  | Stabile | Wei Yi (CHN)                  | 2760      |
| 8  | 1       | R Praggnanandhaa (IND)        | 2758      |
| 9  | 1       | Alireza Firouzja (FRA)        | 2757      |
| 10 | 1       | Ian Nepomniachtchi (RUS)      | 2750      |
| 11 | 1       | Shakhriyar Mamedyarov (AZE)   | 2748      |
| 12 | Stabile | Wesley So (USA)               | 2748      |
| 13 | 1       | Levon Aronian (ARM)           | 2748      |
| 14 | 2       | Viswanathan Anand (IND)       | 2743      |
| 15 | 9       | Leinier Domínguez Pérez (USA) | 2741      |
| 16 | 1       | Vladimir Fedoseev (SLO)       | 2739      |
| 17 | 1       | Jan-Krzysztof Duda (POL)      | 2739      |
| 18 | 6       | Lê Quang Liêm (VIE)           | 2739      |
| 19 | 2       | Anish Giri (Paesi Bassi)      | 2737      |
| 20 | 1       | Ding Liren (CHN)              | 2731      |

## Top 100 Women

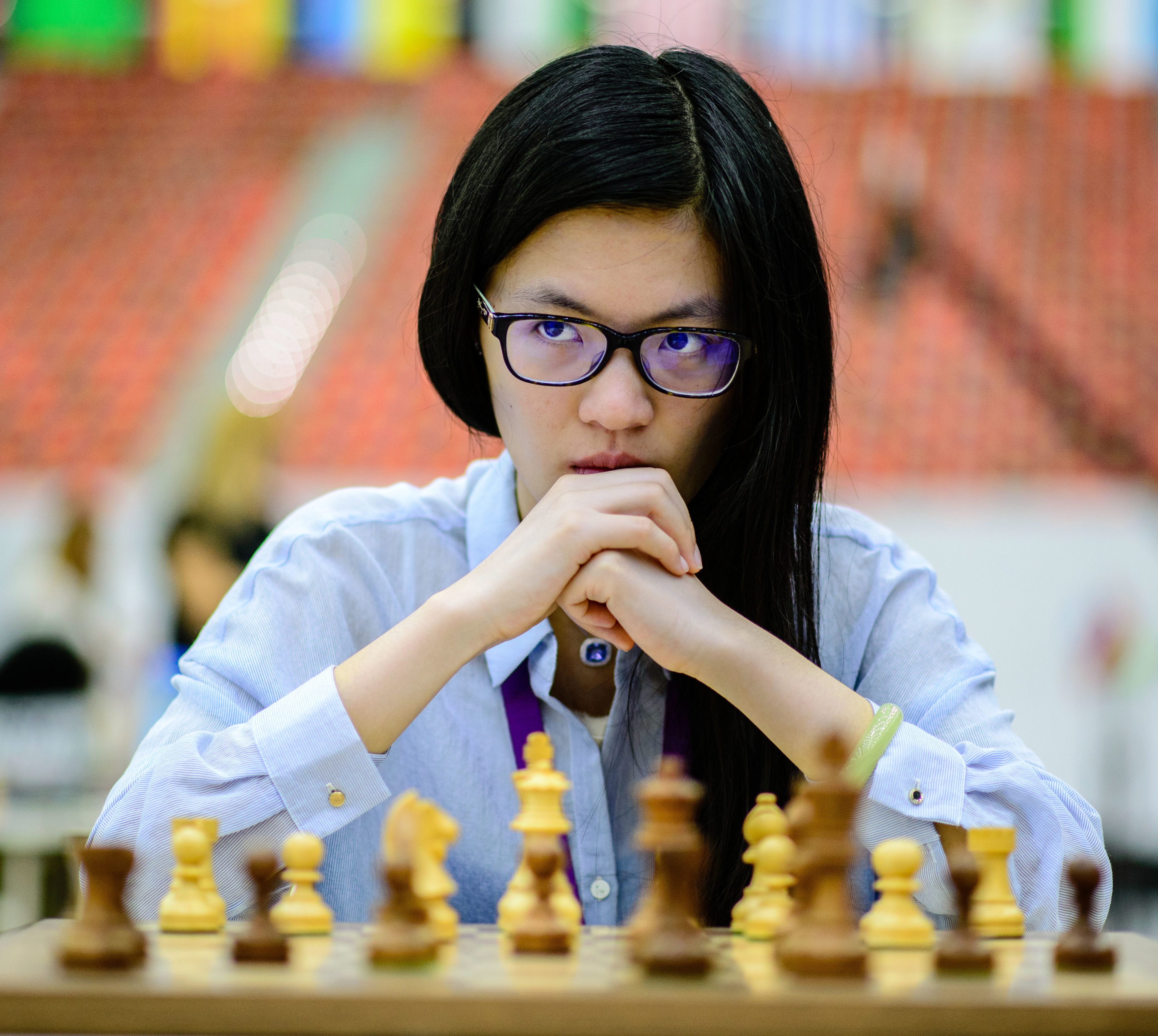
Hou Yifan è al primo posto del ranking mondiale femminile dal marzo del 2015

Di seguito i primi 20 giocatori della classifica mondiale Women pubblicata a febbraio 2023.
| P. | +/-     | Giocatore                    | Punteggio |
| -- | ------- | ---------------------------- | --------- |
| 1  | Stabile | Hou Yifan (CHN)              | 2638      |
| 2  | Stabile | Aleksandra Gorjačkina (RUS)  | 2576      |
| 3  | Stabile | Humpy Koneru (IND)           | 2572      |
| 4  | Stabile | Kateryna Lahno (RUS)         | 2560      |
| 5  | Stabile | Ju Wenjun (CHN)              | 2555      |
| 6  | Stabile | Lei Tingjie (CHN)            | 2545      |
| 7  | Stabile | Tan Zhongyi (CHN)            | 2530      |
| 8  | Stabile | Marija Muzyčuk (UKR)         | 2523      |
| 9  | Stabile | Anna Muzyčuk (UKR)           | 2522      |
| 10 | Stabile | Aleksandra Kostenjuk (SUI)   | 2519      |
| 11 | Stabile | Nana Dzagnidze (GEO)         | 2517      |
| 12 | Stabile | Dronavalli Harika (IND)      | 2507      |
| 13 | Stabile | IM Polina Šuvalova (RUS)     | 2498      |
| 14 | Stabile | Zhansaya Abdumalik (KAZ)     | 2496      |
| 15 | Stabile | Nino Batsiashvili (GEO)      | 2493      |
| 16 | Stabile | IM Alina Kašlinskaja (POL)   | 2491      |
| 17 | Stabile | IM Sārā Xādemālsharīʾẹ (IRN) | 2490      |
| 18 | Stabile | WGM Zhu Jiner (CHN)          | 2486      |
| 19 | Stabile | Bela Khotenashvili (GEO)     | 2485      |
| 20 | Stabile | Valentina Gunina (RUS)       | 2476      |

## Top 100 Juniors
Di seguito i primi 20 giocatori della classifica mondiale Juniors pubblicata a febbraio 2023.
| P. | +/-     | Giocatore                       | Punteggio |
| -- | ------- | ------------------------------- | --------- |
| 1  | Stabile | Alireza Firouzja (FRA)          | 2785      |
| 2  | 2       | Nodirbek Abdusattorov (UZB)     | 2734      |
| 3  | 1       | Gukesh D (IND)                  | 2718      |
| 4  | 1       | Hans Niemann (USA)              | 2706      |
| 5  | 2       | Arjun Erigaisi (IND)            | 2701      |
| 6  | Stabile | Vincent Keymer (GER)            | 2690      |
| 7  | Stabile | Rameshbabu Praggnanandhaa (IND) | 2690      |
| 8  | Stabile | Nihal Sarin (IND)               | 2670      |
| 9  | Stabile | Javokhir Sindarov (UZB)         | 2661      |
| 10 | Stabile | Awonder Liang (USA)             | 2643      |
| 11 | Stabile | Raunak Sadhwani (IND)           | 2627      |
| 12 | Stabile | Jonas Buhl Bjerre (DEN)         | 2615      |
| 13 | Stabile | Daniel Dardha (BEL)             | 2612      |
| 14 | Stabile | Christopher Yoo (USA)           | 2594      |
| 15 | Stabile | Frederik Svane (GER)            | 2575      |
| 16 | 4       | Paweł Teclaf (POL)              | 2568      |
| 17 | 1       | Arsenij Nesterov (FIDE)         | 2568      |
| 18 | 1       | Rudik Makarian (FIDE)           | 2562      |
| 19 | 5       | Aydin Suleymanli (AZE)          | 2552      |
| 20 | 1       | Abhimanyu Mishra (USA)          | 2548      |

## Top 100 Girls
Di seguito le prime 10 giocatrici della classifica mondiale Girls pubblicata a febbraio 2023.
| P. | +/-     | Giocatore                      | Punteggio |
| -- | ------- | ------------------------------ | --------- |
| 1  | Stabile | IM Bıbisara Asaubaeva (KAZ)    | 2440      |
| 2  | Stabile | WIM Savitha Shri B (IND)       | 2411      |
| 3  | 2       | WGM Govhar Beydullayeva (AZE)  | 2387      |
| 4  | 2       | WIM Ning Kaiyu (CHN)           | 2387      |
| 5  | 1       | IM Nurgjul Salimova (BUL)      | 2387      |
| 6  | 4       | WIM Meruert Kamalidenova (BUL) | 2373      |
| 7  | 4       | WIM Carissa Yip (USA)          | 2369      |
| 8  | 4       | WGM Divya Deshmukh (IND)       | 2363      |
| 9  | 6       | NT Lu Miaoyi (CHN)             | 2362      |
| 10 | 1       | IM Eline Roebers (NED)         | 2360      |

## Classifica nazioni
La classifica delle migliori 20 federazioni, secondo la media dei migliori dieci giocatori di ciascuna, pubblicata a gennaio 2022.
| P. | Paese       | Media |
| -- | ----------- | ----- |
| 1  | Stati Uniti | 2727  |
| 2  | Russia      | 2698  |
| 3  | Cina        | 2691  |
| 4  | India       | 2657  |
| 5  | Ucraina     | 2671  |
| 6  | Azerbaigian | 2649  |
| 7  | Francia     | 2644  |
| 8  | Armenia     | 2634  |
| 9  | Spagna      | 2631  |
| 10 | Germania    | 2629  |
| 11 | Paesi Bassi | 2628  |
| 12 | Polonia     | 2610  |
| 13 | Ungheria    | 2602  |
| 14 | Romania     | 2597  |
| 15 | Norvegia    | 2594  |
| 16 | Israele     | 2589  |
| 17 | Inghilterra | 2582  |
| 18 | Uzbekistan  | 2580  |
| 19 | Rep. Ceca   | 2579  |
| 20 | Serbia      | 2579  |

## Classifiche storiche

### Luglio 1971
| P. | +/-     | Giocatore                  | Punteggio | Var. P. |
| -- | ------- | -------------------------- | --------- | ------- |
| 1  | Stabile | Robert James Fischer (USA) | 2760      | Stabile |
| 2  | Stabile | Boris Spasskij (URS)       | 2690      | Stabile |
| 3  | Stabile | Viktor Korčnoj (URS)       | 2670      | Stabile |
| 4  | Stabile | Bent Larsen (DEN)          | 2660      | Stabile |
| 5  | Stabile | Tigran Petrosjan (URS)     | 2640      | Stabile |
| 5  | Stabile | Lev Polugaevskij (URS)     | 2640      | Stabile |
| 7  | Stabile | Lajos Portisch (HUN)       | 2630      | Stabile |
| 7  | Stabile | Mikhail Botvinnik (URS)    | 2630      | Stabile |
| 9  | Stabile | Vasilij Smyslov (URS)      | 2620      | Stabile |
| 9  | Stabile | Michail Tal' (URS)         | 2615      | Stabile |
| 11 | Stabile | Efim Geller (URS)          | 2615      | Stabile |
| 11 | Stabile | Paul Keres (URS)           | 2615      | Stabile |
| 13 | Stabile | Vlastimil Hort (CSK)       | 2605      | Stabile |
| 13 | Stabile | Leonid Stein (URS)         | 2605      | Stabile |
| 15 | Stabile | Mark Taimanov (URS)        | 2600      | Stabile |
| 15 | Stabile | Svetozar Gligorić (YUG)    | 2600      | Stabile |
| 17 | Stabile | Robert Hübner (RFT)        | 2590      | Stabile |
| 17 | Stabile | David Bronstein (URS)      | 2590      | Stabile |
| 19 | Stabile | Aivars Gipslis (URS)       | 2580      | Stabile |
| 20 | Stabile | Nikolaj Krogius (URS)      | 2575      | Stabile |

### Luglio 1972
| P. | +/-     | Giocatore                  | Punteggio | Var. P. |
| -- | ------- | -------------------------- | --------- | ------- |
| 1  | Stabile | Robert James Fischer (USA) | 2785      | 25      |
| 2  | Stabile | Boris Spasskij (URS)       | 2660      | 30      |
| 3  | 2       | Tigran Petrosjan (URS)     | 2645      | 5       |
| 4  | 2       | Lev Polugaevskij (URS)     | 2645      | 5       |
| 5  | 2       | Lajos Portisch (HUN)       | 2640      | 10      |
| 6  | 2       | Viktor Korčnoj (URS)       | 2640      | 30      |
| 7  | Stabile | Mikhail Botvinnik (URS)    | 2630      | Stabile |
| 8  | 32      | Anatolij Karpov (URS)      | 2630      | 90      |
| 9  | 5       | Bent Larsen (DEN)          | 2625      | 25      |
| 10 | Stabile | Michail Tal' (URS)         | 2625      | 5       |
| 11 | 2       | Vasilij Smyslov (URS)      | 2605      | Stabile |
| 12 | 2       | Leonid Stein (URS)         | 2605      | 15      |
| 13 | Stabile | Vlastimil Hort (CSK)       | 2600      | 5       |
| 14 | 2       | Paul Keres (URS)           | 2600      | 15      |
| 15 | 6       | MI Vladimir Savon (URS)    | 2595      | 25      |
| 16 | 1       | Robert Hübner (RFT)        | 2590      | Stabile |
| 17 | 5       | Efim Geller (URS)          | 2590      | 25      |
| 18 | 1       | Mark Taimanov (URS)        | 2590      | 10      |
| 19 | 2       | David Bronstein (URS)      | 2585      | 5       |
| 20 | 1       | Evgenij Vasjukov (URS)     | 2575      | 5       |
| 21 | 5       | Svetozar Gligorić (YUG)    | 2575      | 25      |